# 阳公桥站
阳公桥站是成都地铁17号线建设中的一座车站，预计于2025年启用。
阳公桥站位于武侯区晋阳街道晋阳路晋吉北路口，沿晋阳路呈东西向敷设。车站因老地名阳公桥得名。

## 车站结构
本站为地下三层14米宽岛式站台车站，车站总长228米，标准段宽度23.3米，有效站台长度186米。采用半盖挖法施工。预留与成都铁路枢纽环线草金路站换乘通道接口。

## 出入口信息
阳公桥站共设置5个出入口：
- A出入口设置于晋阳路晋吉北路口东北侧；
- B出入口设置于晋阳路金楠街路口北侧；
- C出入口设置于晋阳路金楠街路口西南侧；
- D出入口设置于龙湖成都金楠天街北侧；
- E出入口设置于晋阳路晋吉北路口东南侧。

## 大事记
- 2022年5月30日，阳公桥站主体结构封顶。[1]